# Renault Type B
Der Renault Type B war das zweite Personenkraftwagen-Modell von Renault. Konstrukteur war Louis Renault.

## Beschreibung
Das Modell erschien 1900 auf dem Markt. Es war der Nachfolger des Renault Type A, wenngleich der Type A noch kurze Zeit parallel produziert und angeboten wurde. Im gleichen Jahr erschien zusätzlich der größere Renault Type C. Ebenfalls 1900 endete die Produktion. Ein Nachfolgemodell vergleichbarer Größe gab es nicht.
Ein Einzylindermotor von De Dion-Bouton mit 80 mm Bohrung und 90 mm Hub leistete aus 452 cm³ Hubraum 2,75 PS. Dies war der letzte luftgekühlte Motor eines frühen Renault. Die Motorleistung wurde über eine Kardanwelle an die Hinterachse geleitet. Die Höchstgeschwindigkeit war mit 45 km/h bis 50 km/h angegeben.
Bei einem Radstand von 110 cm und einer Spurweite von 85 cm (vorne) bzw. 93 cm (hinten) war das Fahrzeug 190 cm lang, 115 cm breit und 180 cm hoch. Das Leergewicht betrug zwischen 300 kg und 360 kg. Die einzige verfügbare Karosserieversion war ein geschlossenes Coupé von Labourdette.
Der Neupreis betrug 4200 Franc.